# 흔명부인
흔명부인(昕明夫人, ? ~ ?)은 신라 문성왕의 왕후이다.

## 생애
슬하에 두 아들을 두었는데, 장자는 문성왕 9년에 태자에 책봉되었으나, 문성왕 14년에 죽었다. 차자 김안(金安)은 헌안왕대에 상대등을 역임했다. 후손 김부가 경순왕이 되었다. 사망 년대와 사망 원인 등 자세한 사항은 실전되어 전하지 않는다.

## 가족 관계
- 부친 : 김양(金陽)
  - 남편 : 문성왕(文聖王)
    - 아들 : 태자 - 실전
    - 아들 : 김안(金安) - 경순왕의 고조부
      - 손자 : 김민공(金敏恭), 벼슬이 각간(角干) 또는 시중(侍中)